# Bibliotheekpas
Een bibliotheekpas is een pas waarmee onder boeken, e-books, luisterboeken, cd’s, dvd’s, tijdschriften en online cursussen kunnen worden geleend in een bibliotheek.
Op de bibliotheekpas staat een streepjescode, of er zit een chip in waarmee wordt geregistreerd wanneer het boek wordt meegenomen uit de bibliotheek en wanneer het boek weer wordt teruggebracht. Voorheen werd dit met de hand genoteerd op een papieren versie. Soms wordt dezelfde pas ook gebruikt om gedurende een bepaalde periode gratis gebruik te maken van bibliotheekcomputers of studieruimten te reserveren.
Een bibliotheekpas is meestal te gebruiken in meerdere bibliotheken die zich in dezelfde regio bevinden. 
In veel bibliotheken zijn jeugdpassen gratis.
Van 2012 tot 2019 werd in de Nederlandse openbare bibliotheken een Nationale Bibliotheekpas ingevoerd. Met deze pas kon de klant/lener met één lidmaatschap zowel bij alle fysieke bibliotheken als online terecht. Het project is gestopt, omdat dit sinds 2019 met elk lidmaatschap mogelijk is. 